# Parque da Cidade Dona Sarah Kubitschek
O Parque da Cidade Dona Sarah Kubitschek, popularmente conhecido como Parque da Cidade, é um parque urbano localizado na Asa Sul, em Brasília, Distrito Federal. Foi fundado em 11 de outubro de 1978 e possui 420 hectares (4 200 000 m²), sendo o maior parque urbano da América do Sul.
Trata-se de um dos principais e mais extensos centros de lazer ao ar livre da cidade, concentrando quadras de esportes, lagos artificiais, parque de diversões, centro hípico e pistas de caminhada, patinação e ciclismo. O parque é considerado patrimônio de Brasília.
Originalmente recebeu o nome de Rogério Pithon Farias, um jovem - filho do então governador - que morreu em um acidente de carro. Foi renomeado para Parque Dona Sarah Kubitschek em 1997. O parque ganhou fama nacional por meio da música Eduardo e Mônica do grupo brasiliense Legião Urbana.

## História

O nome oficial do parque é uma homenagem a Sarah Kubitschek, ex-primeira-dama do Brasil.

Além do projeto das superquadras, que previa grandes áreas verdes, o plano piloto do urbanista Lúcio Costa previa um jardim botânico, na Asa Sul, e um jardim zoológico, na Asa Norte, nas proximidades do Eixo Monumental, contudo após uma série de modificações do projeto original foi decidido que as duas áreas se somariam em um único parque, o Parque Zoobotânico de Brasília, na Asa Sul, cujo projeto seria desenvolvido por Roberto Burle Marx, em 1961.
Entretanto, somente na década de 1970, com o aumento da cidade, a necessidade de ocupação de seus limites para se proteger de invasões, somado à necessidade de criação de uma grande área pública de recreação, principalmente para as crianças, que o governador do Distrito Federal, Elmo Serejo Farias, determinou a implantação de um parque recreativo, em 1974, com área de 340 hectares (3 400 000 m²), sendo necessária a criação de um novo projeto. Lúcio Costa ficou responsável pelo planejamento urbanístico, os arquitetos Oscar Niemeyer e Glauco Campello ficaram responsáveis por alguns prédios a serem construídos e Burle Marx se dedicou ao projeto paisagístico.
O parque foi inaugurado pelo presidente Ernesto Geisel e pelo governador Elmo Farias, em 1978, com o nome de Parque Recreativo Pitton Farias, homenagem ao filho do governador, falecido à época, sendo contudo popularmente conhecido como Parque da Cidade. Em 1997, o governador Cristovam Buarque sancionou uma lei modificando o seu nome para Parque da Cidade Dona Sarah Kubitschek, em homenagem à esposa do presidente Juscelino Kubitschek.

## Atrações
Além das grandes áreas verdes livres, o parque conta com parques infantis e de diversões, um kartódromo, catorze quadras poliesportivas, doze quadras de volêi e volêi de praia, nove quadras de futebol e futebol de areia, cinco quadras de saibro para tênis e mais três quadras de tênis de praia, entre outras. Fazem parte da área também várias praças, restaurantes e uma hípica.

### Parque Ana Lídia
O Parque Ana Lídia é um parque recreativo dentro do Parque Sarah Kubitschek. Foi inaugurado em 1971, passou por uma reforma em 1999, junto com as obras gerais do Parque Sarah Kubitschek.15° 47′ 37″ S, 47° 53′ 46″ O

### Piscina de ondas
Inaugurada em 1978 junto com o Parque, a Piscina de Ondas era uma das principais atrações do local e chegava a receber 1,5 mil pessoas a cada semana em seu auge. Foi fechada na década de 1990 e atualmente está abandonada, sendo raramente usada para festas e cinema ao ar livre.

### Parque de Diversões Nicolândia
Um parque de diversões próximo ao Eixo Monumental, contando com atrações típicas como roda-gigante e montanha-russa.

## Cultura popular
O Parque da Cidade é mencionado na música Eduardo e Mônica, da banda Legião Urbana, como local de encontro do casal protagonista. Foi o segundo single do álbum Dois, de 1986. Renato Russo compôs a música no início da década de 1980, inspirado em um casal de amigos que frequentavam o Parque da Cidade. Devido a isso, uma praça chamada Eduardo e Mônica foi criada dentro do parque em 1998. No local, há uma escultura de um violão com a partitura da canção. Em janeiro de 2022, foi lançada a adaptação cinematográfica Eduardo e Mônica, com Gabriel Leone e Alice Braga interpretando os papéis principais e cenas do filme gravadas no Parque da Cidade.
O Parque da Cidade também fez parte do filme Faroeste Caboclo de 2013, outra produção que foi adaptada de uma música de sucesso da banda Legião Urbana.
Em novembro de 2014, o Parque da Cidade recebeu a marcante presença do artista Paul McCartney, ex-integrante da lendária banda The Beatles. O cantor britânico esteve em Brasília durante uma turnê e, mesmo durante um tempo chuvoso, não deixou de aproveitar a oportunidade de conhecer o parque e andar de bicicleta.
O curta-metragem Foguete, selecionado para representar o Brasil em festivais em Los Angeles e Nova Iorque em 2020, tem como protagonista o Foguetinho do Parque da Cidade, um brinquedo do Parque Ana Lídia. A narrativa gira em torno de um pai apaixonado pelo foguete do parque, que frequentemente leva seu filho e esconde segredos do passado relacionados ao brinquedo.